# Виртуальный музей Канады
Виртуальный музей Канады (англ. Virtual Museum of Canada (VMC) , фр. Musée virtuel du Canada (MVC)) — национальный виртуальный музей Канады.
Является презентацией коллекций более 2500 канадских музеев, расположенных в самых различных городах .
Включает виртуальные выставки , бесплатные онлайн-игры , образовательные материалы , а также более 580000 изображений . Ресурсы представлены на английском и французском языках. Наполнением содержания занимаются канадские музеи, а администрированием — Информационная сеть Канадского наследия Canadian Heritage Information Network — агентство при Департаменте Канадского наследия .
Виртуальный музей Канады является крупной коллекцией по истории различных городов и общин Канады. Одним из наиболее популярных разделов является раздел Памяти общин .